# Artemis Fowl - Il morbo di Atlantide
Artemis Fowl - Il morbo di Atlantide (Artemis Fowl: The Atlantis Complex) è un romanzo fantasy per ragazzi del 2010 dello scrittore irlandese Eoin Colfer, settimo libro del ciclo di Artemis Fowl.

## Trama
Settimo libro della serie, è ambientato poco dopo il precedente capitolo. Artemis incontra Spinella Tappo, il comandante Vinyaya e Polledro per illustrare un suo progetto per la salvaguardia dei ghiacciai. Durante l'incontro Spinella e Polledro si accorgono dello strano comportamento di Artemis: conta qualsiasi cosa, dal numero di persone nella stanza al numero di parole nei suoi discorsi. I due riconoscono i sintomi del Morbo di Atlantide ma poco dopo vengono attaccati da un nemico sconosciuto e sono costretti a scappare. Leale intanto è corso in Messico in soccorso di sua sorella Juliet e si scoprirà che così facendo è caduto nella trappola di qualcuno che vuole eliminarli entrambi. Questo è solo l'inizio dell'avventura che li attende, ora dovranno riuscire a salvarsi per scoprire e sistemare chi li vuole morti.
Il Morbo di Atlantide a cui il titolo del romanzo fa riferimento è una malattia scatenata dal senso di colpa che conduce a un'ossessione per un numero in particolare (nel caso di Artemis il cinque) e, in seconda battuta, allo sviluppo di personalità multiple. Il Fowl Junior viene colpito da un attacco acuto del Morbo nel momento peggiore: a chilometri di distanza dal fidato Leale, in Messico per aiutare la sorella Juliet, e durante la dimostrazione scientifica che dovrebbe convincere il Popolo ad aiutarlo a salvare il mondo dal surriscaldamento globale. Quando poi una navetta della LEP attacca Artemis, Spinella Tappo e Polledro, puntando dritta dritta su Atlantide, Artemis capisce che qualcuno si nasconde nell'ombra, qualcuno che vuole togliere di mezzo lui e il Popolo.